# Цветок пустыни (фильм)
«Цветок пустыни» (англ. Desert Flower) — биографический кинофильм по одноименной книге сомалийской топ-модели Варис Дирие.

## Сюжет
История Варис Дирие — это история сильной, неординарной женщины. Простая девочка-кочевница из Сомали Варис Дирие (Лия Кебеде), выданная замуж в 13-летнем возрасте, сбегает из семьи, в одиночку пересекает пустыню, добирается до Могадишо. Позже родственники отправляют Варис в Лондон в качестве прислуги в посольстве Сомали. Через несколько лет посольство возвращается в раздираемую войной родную страну, а девушка оказывается бездомной нелегалкой в Великобритании.
Волей случая, Варис знакомится с продавщицей одежды из Topshop. Продавщица — Мерилин (Салли Хокинс) — поначалу сторонится непонятной сомалийки, но искренне тронутая невероятным оптимизмом и заботливостью чудаковатой, но доброй девушки, помогает Варис и становится её лучшей подругой. Случайно, Варис рассказывает девушке, что в детстве была подвержена обрезанию. Мерелин в полнейшем ужасе и искренне жалеет Варис. На прогулке в парке, у Варис резко начинает болеть низ живота и Мерелин отводит Варис в больницу. Гинеколог так же в шоке, и говорит перепуганной и пристыженной Варис, что не может вернуть все, как было, но может сделать так, чтобы Варис больше не чувствовала боли. Девушке делают операцию, Мерелин поддерживает Варис.
Вскоре работающую в фастфуде Варис замечает знаменитый фотограф Терри Дональдсон (Тимоти Сполл). Амбициозный агент Люсинда помогает ей стать одной из популярнейших моделей мира. С Варис заключают контракты, а Мерелин учит девушку ходить на каблуках. В благодарность за все, Варис дарит Мерелин часы Gucci.
Но за блистательным фасадом новой жизни топ-модели скрывается трагическая тайна. На вершине своей карьеры она решает рассказать о том, что произошло с ней в детстве. Вскоре Варис решает посвятить себя борьбе с варварской традицией, которая принесла ей столько боли.
Варис не была первой темнокожей топ-моделью, но она стала первой женщиной, которая публично осудила практику женского обрезания, стала Специальным Послом ООН за запрещение женского обрезания и создала Фонд по борьбе с женским обрезанием.

## В ролях
- Лия Кебеде – Варис Дирие
- Сорая Омар-Скего – Варис Дирие (подросток)
- Салли Хокинс – Мерилин (подруга)
- Тимоти Сполл – Терри Дональдсон (фотограф)
- Джульет Стивенсон – Люсинда
- Тереза Чëрчел – медсестра Энн
- Уильям де Коверли – врач